# بنى زيد (طرويل)

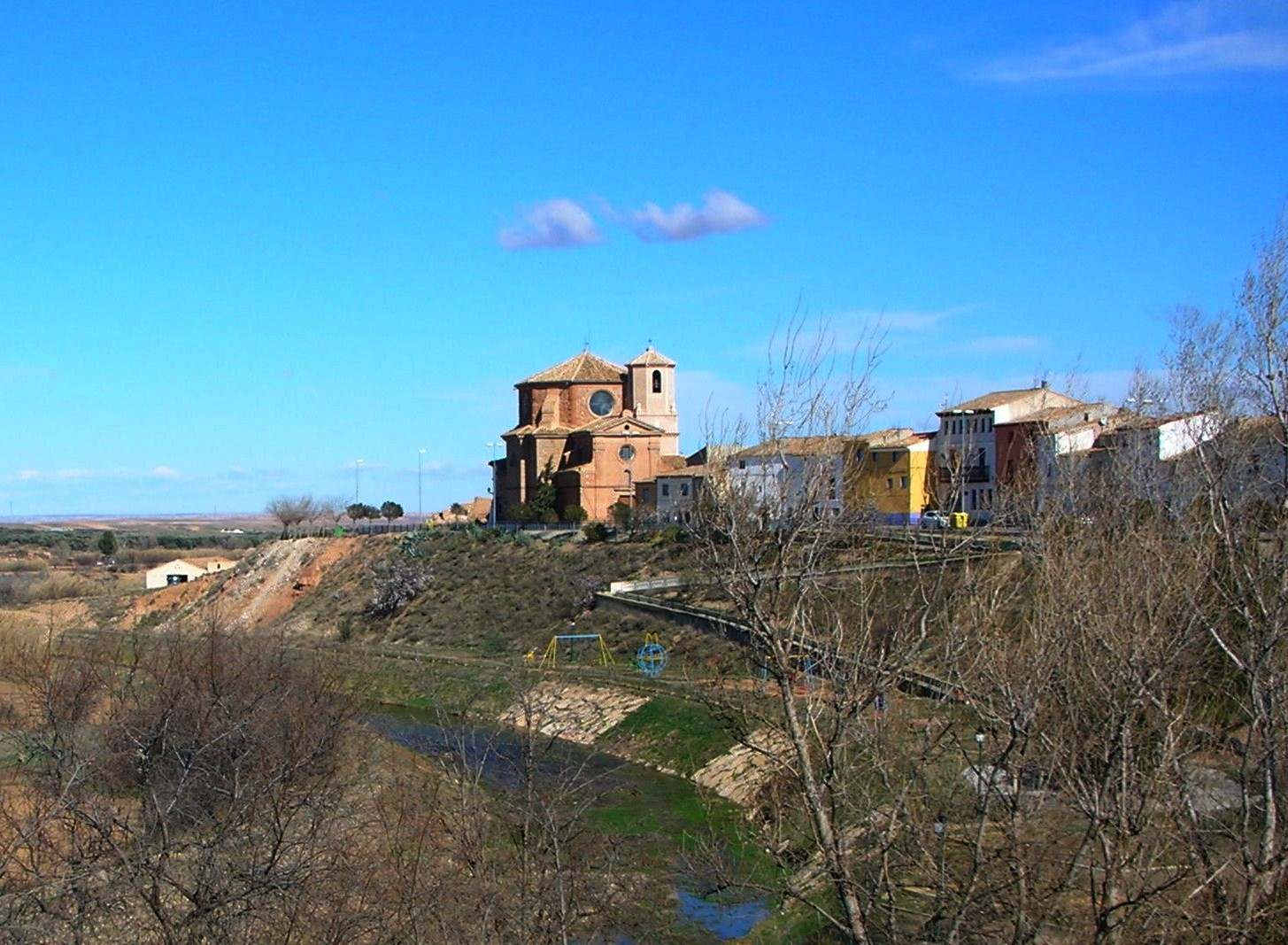
منظر بنى زيد في فترة ما بعد الظهر

بِنى زيد أو ابن زيد أو (نقحرة: فيناسيت) هي بلدية تقع في مقاطعة طرويل ، أرغون ، إسبانيا . وفقًا لتعداد عام 2004 ( INE ) ، كان عدد سكان البلدية 281 نسمة.